# Comando Militare Regionale
Il Comando Militare Regionale (CMR) fu a livello regionale il principale comando territoriale delle forze armate della Repubblica Sociale Italiana che operò tra il 1943 ed il 1945 con l'incarico di coordinare l'attività dei Comandi Militari Provinciali. I Comandi Militari Regionali furono normalmente dislocati nelle città capoluogo di regione soggette all'autorità della RSI.

## Storia
I Comandi Militari Regionali furono costituiti nei territori amministrati dalla Repubblica Sociale Italiana alla fine di settembre 1943. Furono costituiti inizialmente dieci Comandi militari che andarono a sostituire altrettanti Comandi di Difesa Territoriale del Regio Esercito tra il 1943 ed il 1945.

## I Comandi Militari Regionali
| Comandi Militari Regionali | Comandanti                                                                             | Note |
| -------------------------- | -------------------------------------------------------------------------------------- | ---- |
| 200° CMR Roma              | Giunio Ruggiero; Gherardo Magaldi                                                      |      |
| 201° CMR Firenze           | Enrico Adami Rossi                                                                     |      |
| 202° CMR Bologna           | Gherardo Magaldi; Umberto Giglio; Giovanni Del Giudice                                 |      |
| 203° CMR Padova            | Umberto Piatti dal Pozzo; Nino Sozzani; Ottavio Peano                                  |      |
| 204° CMR Trieste           | Giovanni Esposito                                                                      |      |
| 205° CMR Milano            | Enrico Broglia; Gioacchino Solinas; Filippo Diamanti; Renzo Montagna; Filippo Diamanti |      |
| 206° CMR Alessandria       | Felice Valletti Borgnini; Giuseppe Roscioli; Renzo Montagna Enrico Adami Rossi         |      |
| 207° CMR Perugia           | Goffredo Ricci; Michele Lotti; Raffaele Delogu                                         |      |
| 208° CMR Macerata          | Renzo Montagna                                                                         |      |
| 209° CMR Chieti-l'Aquila   | Ilo Perugini                                                                           |      |
| 210° CMR Genova            | Filippo Diamanti; Amedeo De Cia; Mario Guassardo; Luigi Jalla; Raffaele Delogu         |      |